# جيمس باركس مورتون
جيمس باركس مورتون (بالإنجليزية: James Parks Morton)‏ هو كاهن أنجليكاني أمريكي، ولد في 7 يناير 1930.